# Spreequell

Das Logo von Spreequell

Spreequell ist eine Dachmarke für Mineralwasser der Spreequell Mineralbrunnen GmbH, Berlin, die zur hessischen Rhön-Sprudel-Gruppe gehört. Der Name leitet sich vom Fluss Spree ab. Er wurde mit Hilfe eines Ideenwettbewerbes gefunden, der zeitgleich mit der Errichtung des Werkes Ende der 1960er Jahre stattfand. Das Mineralwasser stammte ursprünglich aus einem Tiefbrunnen in Berlin-Weißensee. Seit der Schließung des Berliner Brunnens am 31. März 2003 bezieht das Unternehmen sein Grundprodukt aus einer Quelle in Dobra, einem Stadtteil von Bad Liebenwerda im südlichen Brandenburg. In Berlin verblieb nur noch eine Spreequell-Vertriebsorganisation. Die Brunnen und die Abfüllanlage an der Indira-Gandhi-Straße 25 wurden von Spreequell aufgegeben. Auf dem Gelände ist heute ein Getränkegroßhändler ansässig.
Durch den Umzug des Abfüllortes veränderte sich auch die Mineralisierung der Spreequellprodukte. Während die Berliner Mineralbrunnen zu den mineral-reichhaltigen Brunnen gehören (Summe der gelösten Mineralstoffe: 1072 mg/l) und reich an Calcium sind, hat die Quelle in Bad Liebenwerda eine eher geringe Mineralisierung (86 mg/l).

## Geschichte
Das Unternehmen wurde 1969 in der DDR als Betrieb VII (Betriebsstätte für alkoholfreie Getränke) des VEB Getränkekombinat Berlin gegründet. Nach der politischen Wende wurde Spreequell 1990 von der neu gegründeten Holding Brau- und Erfrischungsgetränke AG Berlin (BEAG) übernommen, in der auch der VEB Berliner Kindl Brauerei integriert wurde. Die BEAG war ein Gemeinschaftsunternehmen der Brau-und-Brunnen-Gruppe (BBAG). 1991 erfolgte die Übernahme als vollständige BBAG-Tochter in Form der neugegründeten Spreequell Mineralbrunnen GmbH. 2004 wurde die BBAG von der Oetker-Gruppe übernommen. 2005 veräußerte Oetker den größten Teil seiner Mineralwassersparte an die Hassia Mineralquellen GmbH, die Spreequell schon kurze Zeit später an die Rhön-Sprudel-Gruppe weiterverkaufte, die schon zuvor für Oetker Spreequell in Bad Liebenwerda abgefüllt hatte.
Die Marke Spreequell hatte 2003 (laut Forsa-Untersuchung) in Berlin und Brandenburg einen Bekanntheitsgrad von 93 %.